# Anomalia lui Ebstein
Anomalia Ebstein este o boala cardiovasculară care afecteaza valva tricuspidă. Aceasta este deplasată spre vârful ventriculului drept. Este asociată frecvent cu tahicardia supraventriculară.